# Cour suprême du Mali
Pour les articles homonymes, voir Cour suprême.
Ne doit pas être confondu avec Cour constitutionnelle du Mali.
La Cour suprême est une institution malienne créée par la constitution du 25 février 1992. Elle est chargée d’appliquer les lois de la République et de veiller au respect des droits et libertés du citoyen.
La Cour suprême et les autres cours et tribunaux exercent le pouvoir judiciaire qui se veut indépendant des pouvoirs exécutif et législatif. Cependant, la Cour Suprême a sa propre organisation interne dont ses différentes composantes sont.

## Organisation de la Cour suprême
La Cour suprême comporte trois sections :
- une section judiciaire ;
- une section administrative ;
- une section des comptes.

Un magistrat de l'ordre judiciaire, par la nomination du président de la République sur proposition conforme du Conseil supérieur de la magistrature, est chargé de présider la Cour. Et dans les mêmes conditions, un vice-président est nommé pour l'assister.
Le 1er août 2011, Nouhoum Tapily, nouveau président de la Cour suprême, Doumbia Niamoye Touré, première vice-présidente et Étienne Kéné, président de la section judiciaire, ont été installés dans leur nouvelle fonction au cours d’une cérémonie présidée par le président de la République Amadou Toumani Touré.
Le  18 août 2023, le Président de la Transition Assimi Goïta préside la cérémonie de prestation de serment des nouveaux membres de la Cour Suprême.